# Даугавпилсский театр
Даугавпилсский театр (латыш. Daugavpils teātris) — театр, расположенный в Даугавпилсе. Первый театр в Латвии. Расположен в Доме единства на улице Ригас, 22а в Даугавпилсе. Спектакли проходят на латышском, русском и латгальском языках.
- Директор — Шапошников,Олег
- Художественный руководитель — Олег Шапошников
- Художник по костюмам — Наталья Мариноха

## История

### 19 век
История театра начинается уже в 19 веке. Он был основан в 1854 году (по др источникам − в 1856 г.) Основатель и строитель первого здания театра на улице Театральной в Динабурге был военный инженер РИА Динабургская крепость Гагельстром, Николай Иванович.

### 20 век
В 1963 году театр временно был закрыт. В 1988 году театр был восстановлен.

### 21 век
С ноября 2007 по 2009 пережил капитальный ремонт, включая снос/демонтаж старой 70-летней сцены, с 1938 года, театра в ходе ремонта
В 2015 году была издана книга о истории городского театра с 19 века по 21 (1856-2014), под авторством Гейкиной,Силвии на латышском языке, осенью представлена в стенах театра.

## Директора театра
Приводим неполный список директоров театра с 1988 года.
- 1988-1991  Жуговс, Янис, первый директор восстановленного театра.
- 1996-2001  Мацулевич, Валентин[5].
- 2001-2009  Лайзане, Инесе
- 20010-2011 Бродовс, Миервалдис
- 2011 -     Шапошников, Олег / в начале и.о, потом полновесный директор.

## Актеры театра
Список живых и умерших актеров. Неполон.
- Дупак, Владимир (1955-2021)[6]
- Лосев, Юрий (1949-2019) [7]
- Успенский, Игорь (1937-1991)[8]
- Храмникова, Вера (1946-2022)[9]